# Edward Veitch
Edward W. Veitch (Englewood, 4 de novembro de 1924 — Audubon, 23 de dezembro de 2013) foi um matemático e cientista da computação dos Estados Unidos. Ele descreveu em seu artigo "A Chart Method for Simplifying Truth Functions" (1952) um procedimento gráfico para otimizar circuitos lógicos, refinado em 1953 num artigo de Maurice Karnaugh no que hoje é conhecido como mapa de Karnaugh.